# 蕭鋒 (南齊)
蕭鋒（475年—494年11月10日），字宣颖，齊高帝萧道成第十二子。

## 生平
齊高帝建元三年正月丙子（481年3月1日），封江夏王。齊武帝永明五年（487年），出任辅国将军，南彭城太守、平昌太守。后改任散骑常侍。永明七年（489年），改任左卫将军，转侍中，领石头戍事。永明九年正月甲午（491年1月26日），改任南徐州刺史。隆昌元年（494年），出任侍中，领骁骑将军，不久加秘书监。
蕭鋒擅长琴书，有武力，深受堂兄权臣萧鸞的忌惮。他虽然慨然有恢复皇权之志，但因典签掣肘，无法实现。萧鸾杀戮诸王，萧锋写信诘问指责，萧鸾左右不转交。萧鸾也不敢在萧锋的王府抓捕萧锋。延兴元年十月戊戌（494年11月10日），萧鸾让萧锋去太庙兼任祠官，夜间派兵去太庙抓捕他。萧锋出太庙登车，士兵们想上前杀他，萧锋徒手将数人当即击倒在地，最终被敢于靠近他的士兵所杀。时年二十岁。桂阳王萧铄、衡阳王萧钧、建安王萧子真、巴陵王萧子伦也同时被杀。

## 家庭

### 母
張淑妃，有容貌德行。先前萧道成还未登基时，南朝宋后废帝强娶萧锋母张氏，还要害萧锋，萧道成不敢让时年四岁的萧锋住在旧宅，只能藏在张氏家。

### 妻
琅邪王氏，王慈之女，拜江夏王妃。妹妹王韶明為蕭鋒侄孫蕭昭文之妻。

### 子
蕭鋒有子，在蕭鋒被殺後被剝奪宗室屬籍。齊明帝於建武元年（494年）十月篡位，於十一月恢復蕭鋒之子的宗室屬籍，並封侯。

## 评价
《南齊書·卷三十五·列傳第十六》赞曰：高十二王，始建封植。……威、江才力。

## 延伸阅读
[在维基数据编辑]
 《南齊書·卷35》，出自萧子显《南齊書》
 《南史/卷43》，出自李延壽《南史》